# 第8族元素
| 族   | ← 8 →  |
| 周期 |        |
| 4    | 26 Fe  |
| 5    | 44 Ru  |
| 6    | 76 Os  |
| 7    | 108 Hs |

第8族元素（だいはちぞくげんそ、Group 8 element）はIUPAC形式での周期表において第8族に属する元素。鉄・ルテニウム・オスミウム・ハッシウムから構成される。
長周期表の第8族〜第10族元素は最外殻の4s電子を2つ持ち、短周期表で VIII族、あるいは VIIIB族 としてまとめられたように同一周期元素の化学的性質が似通っている。それゆえ、第4周期の26Fe、27Co、28Niを鉄族元素と呼び、第5周期あるいは第6周期の44Ru、45Rh、46Pd、76Os、77Ir、78Ptを白金族元素と呼ぶ。したがって族の代表元素を属名の別名とする他の族との場合との違いを留意する必要がある。
閉殻していないd軌道を持ち、遷移元素として取り扱われる。

## 性質
第8族元素では価電子および内殻電子の電子構造は周期により異なる。
|                                    | 鉄 26Fe                                  | ルテニウム 44Ru                          | オスミウム 76Os                                   |
| ---------------------------------- | ---------------------------------------- | ---------------------------------------- | ------------------------------------------------- |
| 電子配置                           | {\displaystyle {\ce {[Ar]{}3d^6{}4s^2}}} | {\displaystyle {\ce {[Kr]{}4d^7{}5s^1}}} | {\displaystyle {\ce {[Xe]{}4f^{14}{}5d^6{}6s^2}}} |
| 第1イオン化エネルギー （kJ mol-1） | 759                                      | 711                                      | 799                                               |
| 第2イオン化エネルギー （kJ mol-1） | 1561                                     | 1617                                     |                                                   |
| 第3イオン化エネルギー （kJ mol-1） | 2957.4                                   | 2747                                     |                                                   |
| 第4イオン化エネルギー （kJ mol-1） | 5290                                     |                                          |                                                   |
| 電子親和力 （電子ボルト）          | 0.163                                    | 1.05                                     | 1.1                                               |
| 電気陰性度 （Allred-Rochow）       | 1.64                                     | 1.42                                     | 1.52                                              |
| 金属結合半径 （pm）                | 124                                      | 133                                      | 134                                               |
| 融点 （K）                         | 1808                                     | 2607                                     | 3306                                              |
| 沸点 （K）                         | 3023                                     | 4423                                     | 5285                                              |

鉄は最も広く岩石圏に分布する金属で（5.1%）、酸化物、硫化物などとして多くの岩石に含まれる、鉱石資源としては主に酸化物（赤鉄鉱、磁鉄鉱）あるいは炭酸塩（菱鉄鉱）が利用される。あるいは隕鉄の主成分はニッケル合金の単体の鉄であり、地球の核も鉄およびニッケルで構成されていると考えられている。一方、ルテニウムあるいはオスミウムは他の白金族元素と共に産出し、白金族元素は合わせて岩石圏の2×10-6%を占める。
単体の鉄は酸化され酸化物を形成しやすく、ニッケル同様に微粉末にすると室温で自然発火する。同じく高温で炭素、リン、硫黄と反応する。また鉄族元素単体に共通して強磁性体である。一方、貴金属であるルテニウム、オスミウムは空気酸化されにくい。また、鉄はイオン化傾向も大きく、不動態を形成しないので多くの酸と水素を生成しながらイオン化する。一方、ルテニウム、オスミウムはほとんどの酸に侵されないが、熱時に王水でイオン化し溶解する。

## 引用文献
1. 日本化学会編,『化学便覧』基礎編, 改訂5版, 丸善
2. R.B.ヘスロップ, K. ジョーンズ, 『無機化学』, 東京化学同人
3. F.A.コットン, G.ウイルキンソン, 『無機化学』, 培風館 ISBN 4-563-04066-5